# Zeller See (Bad Schussenried)
Der Zeller See ist ein 3,4 Hektar großes Stillgewässer im Gebiet der Stadt Bad Schussenried im baden-württembergischen Landkreis Biberach in Deutschland.

## Geographie

### Lage
Der Zeller See liegt etwa 1000 Meter südwestlich des Ortszentrums der Schussenrieder Kernstadt und 250 Meter östlich unterhalb des Schussenrieder Weilers Zeller Hof auf einer Höhe von 577 m ü. NHN.

### Zu- und Abfluss
Der Zellerseegraben mündet aus dem Südwesten kommend in den See und entwässert ihn nach Nordosten zur Schussen, die auch der am Südostende des Sees abgehende und anscheinend zumeist verdolt laufende Zellerseeablaufgraben über einen Altarm von ihr erreicht; diese führt den Abfluss dann dem Bodensee zu, damit dem Rhein und letztendlich der Nordsee.

## Geschichte
Der Zeller See entstand in einem Toteisloch. Nach seiner weitgehenden Verlandung wurde er aufgestaut und ist daher heute ein ablassbarer Weiher. Seit 2008 wird der Wasserstand des Sees durch einen Mönch reguliert. Heute ist der See in Besitz des Landes Baden-Württemberg, das ihn an einen örtlichen Angelsportverein verpachtet hat.

## Seedaten und Hydrologie
Die Wasseroberfläche des Zeller Sees ist 3,4 Hektar groß. Der See ist 350 Meter lang und 185 Meter breit, sein Ufer rund 900 Meter lang. Er ist maximal 3,6 Meter tief, bei einer durchschnittlichen Tiefe von 1,8 Meter ergibt sich ein Volumen von rund 61.000 Kubikmeter.
Das Einzugsgebiet des Sees – 35 Prozent werden von der Wald-, 50 % von der Landwirtschaft genutzt, davon wiederum 46 % als Grün- und 54 % als Ackerland – umfasst 120 Hektar.

## Ökologie
Seit 2000 ist Bad Schussenried mit dem Zeller See am Aktionsprogramm zur Sanierung oberschwäbischer Seen beteiligt. Ein wichtiges Ziel dieses Programms ist, Nährstoffeinträge in Bäche, Seen und Weiher zu verringern und die Gewässer dadurch in ihrem Zustand zu verbessern und zu erhalten.
| Jahr                                     | 2000  | 2003  | 2009  | 2014  | 2018  | 2023  |
| Gesamt PO4-Phosphor (µg/l)               | 21,00 | 49,00 | 43,00 | 44,00 | 41,00 | 42,00 |
| Chlorophyll a (µg/l)                     | 17,00 | 7,00  | 19,00 |       |       |       |
| Chlorophyll a-Spitze (µg/l)              | 29,00 | 15,00 | 45,00 |       |       |       |
| anorganischer Gesamt-Stickstoff a (mg/l) |       | 0,96  | 0,81  |       |       |       |
| Trophiestufe                             |       |       |       |       |       | e1    |